# Arne Næss (hegymászó)
Arne Næss (születési nevén Arne Rudolf Ludvig Raab; 1937. december 8. – 2004. január 13.) német származású norvég hegymászó.

## Élete
1937-ben született Németországban az orvos August Oskar German Raab (1901–1993) és a norvég nacionalista Kirsten „Kiki” Dekke Næss (1907–2001) gyermekeként, utóbbi a hegymászó Arne Næss testvére volt. Szülei a második világháború után elváltak, Arne Norvégiába költözött édesanyjával, és felvette az ő leánykori nevét. 1966-ban vette el a svéd Filippa Kumlin d'Orey-t, három gyermekük született: Christoffer, Katinka és a popénekesnő Leona Naess. Válásuk után egy ideig a színésznő Mari Maurstaddal járt, majd 1985-ben feleségül vette Diana Ross amerikai énekesnőt. Két gyermekük született: Ross Arne Næss és Evan Olav Næss. 1999-es válásuk után Camilla Astruppal élt, tőle is két gyermeke született. 2004-ben egy dél-afrikai hegymászótúrán hunyt el.